# Fazio Santori
Fazio Santori  (Viterbo, 1447 - Roma, 22 de marzo de 1510) fue un eclesiástico italiano.
Formado en la Universidad de Perugia, fue profesor y posteriormente datario del papa Julio II. 
Fue obispo de Cesena desde 1504, y cardenal el año siguiente con el título de Santa Sabina y administrador de Pamplona desde 1509. 
Fallecido en Roma en 1510 a los 63 años de edad, fue sepultado en la Basílica de San Lorenzo in Lucina, siendo posteriormente trasladado a la de San Pedro de la misma ciudad.